# Bürgermeisterei Morbach
Die Bürgermeisterei Morbach im Kreis Bernkastel im Regierungsbezirk Trier in der preußischen Rheinprovinz war eine Bürgermeisterei mit 10 Dörfern, 1 Weiler, welche 453 Feuerstellen und 3109 Einwohner hatten (Stand 1828).
Darin:
- Hinzerath, ein Dorf am Fuß des Idarwaldes mit 45 Fst., 373 Einw. In der Nähe steht ein von Schiefersteinen erbauter Turm, der stumpfe Turm genannt.
- Wederath, ein Dorf mit 1 Kath. Tochterkirche, 30 Fst., 235 Einw. und Bergbau.
- Morbach mit 92 Fst., 571 Einw. und 1 Wochenmarkt.
- Wolzburg mit 10 Fst., 66 Einw.
- Bischofsdhron mit 1 Kathol. Pfarrkirche, 42 Fst., 277 Einw.
- Rapperath mit 44 Fst., 259 Einw.
- Hundheim mit 66 Fst., 443 Einw.
- Wenigerath mit 28 Fst., 199 Einw.
- Hoxel mit 32 Fst., 210 Einw.
- Gutenthal mit 52 Fst., 377 Einw.
- Odert mit 12 Fst., 99 Einw.